# Chronologie de l'ordre du Temple
Voici la chronologie de l'ordre du Temple, à savoir une liste de tous les événements majeurs qui lui sont relatifs.
Ceci a pour objectif de situer dans le temps un événement extérieur à la propre histoire de l'ordre et d'en comprendre l'impact, ou alors simplement de retrouver dans cette liste la date exacte d'un événement particulier.
| Date               | Événement                                                                                 |
| 13 janvier 1129    | Concile de Troyes Naissance de l'ordre du Temple                                          |
| 29 mars 1139       | Bulle pontificale Omne datum optimum                                                      |
| 9 janvier 1144     | Bulle pontificale Milites Templi                                                          |
| 7 avril 1145       | Bulle pontificale Militia Dei                                                             |
| 16 août 1153       | Second siège d'Ascalon et mort de Bernard de Tramelay                                     |
| 25 novembre 1177   | Bataille de Montgisard                                                                    |
| 10 juin 1178       | Saladin défait les Latins à la bataille de Beaufort, Eudes de Saint-Amand capturé         |
| 4 juillet 1187     | Bataille de Hattin                                                                        |
| 28 mai 1291        | Chute de Saint-Jean-d'Acre                                                                |
| 24 août 1307       | Début de l'enquête pontificale                                                            |
| 14 septembre 1307  | Philippe IV le Bel envoie des messagers pour coordonner l'arrestation des Templiers       |
| 13 octobre 1307    | Arrestation des Templiers                                                                 |
| 24 octobre 1307    | Interrogatoire de Jacques de Molay, maître de l'ordre                                     |
| 12 novembre 1309   | Début de la commission pontificale pour juger l'ordre                                     |
| 12 mai 1310        | Cinquante-quatre Templiers brûlés par décision de Philippe de Marigny, archevêque de Sens |
| 26 mai 1311        | Fin des interrogatoires                                                                   |
| 16 octobre 1311    | Concile de Vienne                                                                         |
| 22 mars 1312       | Bulle pontificale Vox in excelso Fin de l'ordre du Temple                                 |
| 2 mai 1312         | Bulle pontificale Ad providam                                                             |
| 6 mai 1312         | Bulle pontificale Considerantes dudum                                                     |
| 22 décembre 1313   | Début de la commission pontificale pour juger les quatre dignitaires                      |
| 11 ou 18 mars 1314 | Jacques de Molay et Geoffroy de Charnay périssent sur le bûcher                           |